# Robert Tornabell
Robert Tornabell Carrio és un doctor català. Llicenciat en ciències polítiques, econòmiques i empresarials per la Universitat de Barcelona. Doctorat en Management Sciences per ESADE. Treballa com a professor de Banca Internacional i finances a l'Escola de Negocis ESADE. Ha publicat articles al The Guardian. Fou degà d'ESADE.

## Publicacions destacades
- Tornabell, R. (2002). Un modelo de desarrollo sostenible para el Camp de Tarragona. Tarragona: [s.n.].
- Mendoza, X., Sureda, J. & Tornabell, R. (2002). Trajectòries d'internacionalització de lempresa catalana. [S.I.]: ESADE; Consorci de Promoció Comercial de Catalunya (COPCA).
- Fainé Casas, Isidro & Tornabell, R. (2001). Luces y sombras del márketing relacional. El caso del sector bancario. Harvard Deusto Márketing & Ventas, pp. 26–30
- Fainé Casas, Isidro & Tornabell, R. (2001). Pasión por la banca. Bilbao: Deusto.[3]
- Simón, S. & Tornabell, R. (1999). The Spanish experience: Argentaria privatisation. In Ruozi, R. & Anderloni, L. (Eds.), Banking privatisation in Europe: the process and the consequences on strategies and organisational structures (pp. 121–138). Berlin: Springer.[4]